# 1956年英格兰足总杯决赛
1956年英格兰足总杯决赛是1955-56赛季英格兰足球顶级杯赛——足总杯的最后一场比赛，并在1956年5月5日（周日）于伦敦温布利球场举行。对阵双方是在六次决赛中拿到两届冠军的曼彻斯特城队，对阵可能首次夺冠的伯明翰队，后者是在1931年之后第二次进入足总杯决赛。